# Nychiodes malatyaca
Nychiodes malatyaca là một loài bướm đêm trong họ Geometridae.